# Ivo Schricker
Ivo Schricker (18 mars 1877 à Strasbourg dans l'empire allemand - 10 janvier 1962 à Zurich en Suisse) est un juriste, un joueur de football et un fonctionnaire du football allemand.

## Carrière

### Comme joueur
Au début des années 1890, Schricker entre en contact pour la première fois avec le football, un sport encore jeune, alors qu'il est lycéen à Karlsruhe. Il accomplit son service militaire à Strasbourg et, comme son frère Erwin, qui a un an de moins, joue pour le Straßburger FC fondé en 1890 et pour l'équipe de football des Karlsruher Kickers fondée par Walther Bensemann. Schricker a ensuite étudié le droit à Berlin et y a été actif à l'Akademischen S.C.. En 1898 et 1899, le grand demi-centre était l'un des meilleurs joueurs des premières rencontres internationales de sélections allemandes, appelées « Ur-Länderspiele » contre principalement l'équipe d'Angleterre. Après avoir terminé ses études, il retourna vivre à Karlsruhe. De 1900 à 1906, ce juriste désormais titulaire d'un doctorat a joué pour le Karlsruher FV, avec lequel il a été plusieurs fois champion d'Allemagne du Sud . Le point culminant de sa période au KFV a été d'atteindre la finale du championnat d'Allemagne en 1905, perdue 2-0 contre le TuFC Union 92 de Berlin.

### Comme fonctionnaire
Pour des raisons professionnelles, Schricker quitta Karlsruhe en 1906 et s'installa en Égypte, d'où il revint en Allemagne en 1914. Après la Première Guerre mondiale, il entama une carrière de fonctionnaire qui fit de Schricker, habile diplomate et doué pour les langues, l'un des protagonistes les plus influents du football. Il fut président de l'Association de football d'Allemagne du Sud, en 1927 membre du conseil d'administration de le Fédération allemande de football (DFB) et de 1928 à 1932 troisième président de celle-ci. Au niveau international, il fut de 1927 à 1932 vice-président de la Fédération internationale de football (FIFA) et secrétaire-président de la commission amateur. En 1932, il est élu premier secrétaire général à plein temps de la FIFA et occupe ce poste pendant près de vingt ans jusqu'en décembre 1950, malgré l'exclusion de l'Allemagne après la Seconde Guerre mondiale. Son prédécesseur au poste auparavant seulement appelé secrétaire avait été Carl Anton Wilhelm Hirschmann pendant 25 ans à partir de 1906. Schricker, qui a été nommé membre honoraire par la DFB, est décédé à Zurich en 1962.

## Liens web
- Ressource relative au sport :   - Mondefootball
- Notices d'autorité :   - VIAF
  - ISNI
  - GND